# Зелем (Нижняя Саксония)
Зелем (нем. Sehlem) — община в Германии, в земле Нижняя Саксония.
Входит в состав района Хильдесхайм. Входит в состав общины Ламшпринге. Население составляет 842 человека (на 31 декабря 2015 года). Занимает площадь 12,77 км².
| Год  | Население |
| ---- | --------- |
| 1990 | 975       |
| 1995 | 979       |
| 2000 | 962       |
| 2005 | 1000      |
| 2010 | 959       |
| 2015 | 842       |

## История
Топоним Сехлем восходит к 12 веку. Происхождение и значение названия остается неясным.
В начале 20 века в Селеме проживало 665 жителей и располагался кирпичный завод.
В 1974 году община была включена в состав общины Ламспринге.